# MTS Valiant
Le MTS Valiant est un remorqueur de haute mer de la société britannique MTS Group (Marine & Towage Services Group Ltd.). Il est basé au port de Falmouth.